# Reinhold Herrmann (Heimatforscher)
Reinhold Herrmann (* 24. Juli 1886 in Meißen; † 23. September 1953 in Erkner) war ein deutscher Pädagoge und Heimatforscher.
Herrmann besuchte Schulen in Meißen und Dresden. Nach dem Abitur 1905 studierte er bis 1910 an der Universität Leipzig Botanik, Zoologie, Chemie, Geographie und Geologie. Er wurde mit einer Schrift über das Thüringer Becken promoviert und legte die Staatsprüfung für das höhere Lehramt ab. Bis 1945 lehrte er am Staatsrealgymnasium Döbeln. Nach Kriegsende ging Herrmann verschiedenen Tätigkeiten nach. Anfang der 1950er Jahre wurde er wieder Lehrer, nunmehr in Erkner. Dort starb er 1953.
Als Studienrat befasste er sich in seiner Freizeit intensiv mit der heimatkundlichen Erforschung von Döbeln und des unteren Zschopautales und legte mehrere Publikationen vor. Seine Chronik von Döbeln blieb unvollendet und ungedruckt.

## Veröffentlichungen (Auswahl)
- Baumbuch. Die alten Bäume der Amtshauptmannschaft Döbeln, Dresden 1937.
- Das untere Zschopautal, Dresden 1953 (Unser kleines Wanderheft, 6).